# La Galère engloutie
La Galère engloutie est le 2e roman de la série Bob Morane écrit par Henri Vernes et publié en 
1954 par les éditions Gérard et C° dans la collection Marabout Junior (no 21).

## Principaux personnages
- Bob Morane : aventurier.
- Aristide Clairembart : archéologue qui a découvert entre autres jadis les vrais jardins suspendus de Sémiramis. Devient l'ami de Bob Morane et le retrouvera dans plusieurs aventures.
- Frank Reeves : ami milliardaire de Bob Morane. Dans le premier roman de la série, Bob Morane l'a sauvé d'une vallée perdue de Nouvelle-Guinée où son avion s'était écrasé pendant la Seconde Guerre mondiale. Il aide Bob et le professeur Clairembart  dans leur recherche du sarcophage de la princesse Nefraït.
- Jérôme : valet du professeur Clairembart.
- Léonide Scapalensi : joaillier. Il veut s'emparer des trésors relatifs au sarcophage de la princesse Nefraït.
- Giuseppe Pondinas : connaissance du professeur Clairembart. C'est lui qui le renseigne sur la façon de retrouver le sarcophage de la princesse. Il est le descendant d'Octavius Pondinium, époux de Nefraït.
- Princesse Nefraït : princesse égyptienne ayant vécu à l'époque de Jules César. Elle tombe amoureuse d'Octavius Pondinium mais meurt peu après d'une fièvre maligne.
- Octavius Pondinium : général de Jules César. Après la mort de Nefraït, il tente de ramener son sarcophage en Italie mais la galère qui le transporte fait naufrage au large de l'Égypte.
- Fosco Pondinas : descendant d'Octavius Pondinium. Peintre de la Renaissance, il peint La Belle Africaine.
- Ben Ouafa : habitant de Kasr El-Ama. Il aide Bob Morane à repérer la galère romaine qui a fait naufrage au large de l'Égypte et qui est censée contenir le sarcophage de Nefraït.
- Baron de Laville : riche baron français. Ses biens sont mis aux enchères après sa mort. Ils contiennent entre autres la peinture La Belle Africaine.
- Carlotta Pondinas : nièce de Giuseppe Pondinas et sosie de la princesse Nefraït. Elle épouse Frank Reeves.

## Résumé
Bob Morane et Frank Reeves (déjà rencontré dans La Vallée infernale) sont sur la piste d'une galère engloutie devant contenir, entre autres trésors, le sarcophage de la mystérieuse princesse égyptienne Nefraït. Malheureusement le trésor attise des convoitises et les deux hommes ne sont pas les seuls à le rechercher...
C'est dans cette aventure qu'apparaît pour la première fois l'archéologue Aristide Clairembart que l'on retrouve dans de nombreuses autres romans de la série.